# 均安镇
均安镇是中国广东省佛山市顺德区下辖的一个镇，位于顺德区的西南部。全镇总面积79.45平方公里，下辖8个社区5个村，常住人口10.9万人，流动人口约5万人。均安镇是香港动作片演员李小龙的家乡，他的父親李海泉生於均安镇。均安镇还有一支女子篮球队。

## 食品
- 均安魚餅